# Tomás Moreno
Tomás Hernández Burillo (Zaragoza, 19 de febrero de 1930- ib. 2 de enero de 1982) conocido como Moreno, fue un futbolista español de los años 1950, famoso por formar parte de la delantera que cantó Joan Manuel Serrat en la canción "Temps era temps",  junto a Basora, César, Kubala y Manchón.
Pese a su gran calidad, sólo fue dos veces internacional con la Selección española, ambas en julio de 1953, frente a Argentina y Chile.

## Selección nacional
Ha sido internacional con la selección de fútbol de España en dos ocasiones.
Fecha de debut como internacional: Argentina 1-0 España (Buenos Aires, 05-07-1953)
Último partido como internacional: Chile 1-2 España (Santiago de Chile, 12-07-1953)

## Clubes
| Club                   | Categoría        | Año       | Partidos | Goles |
| ---------------------- | ---------------- | --------- | -------- | ----- |
| Atlético Zaragoza      | ?                | ?         | S/D      | S/D   |
| SD Huesca              | Segunda división | ?-1951    | S/D      | S/D   |
| FC Barcelona           | Primera división | 1951-1952 | 3        | 2     |
| FC Barcelona           | Primera división | 1952-1953 | 30       | 22    |
| FC Barcelona           | Primera división | 1953-1954 | 21       | 9     |
| FC Barcelona           | Primera división | 1954-1955 | 14       | 6     |
| U. D. Las Palmas       | Primera división | 1955-1956 | 9        | 2     |
| Real Zaragoza          | Primera división | 1956-1957 | 11       | 0     |
| Real Zaragoza          | Primera división | 1957-1958 | 4        | 1     |
| Arenas S.D. (Zaragoza) | ?                | 1958-?    | S/D      | S/D   |

## Palmarés

### Copas nacionales (5)
| Título                | Club         | País   | Año  |
| --------------------- | ------------ | ------ | ---- |
| Copa del Generalísimo | FC Barcelona | España | 1951 |
| Liga                  | FC Barcelona | España | 1952 |
| Copa del Generalísimo | FC Barcelona | España | 1952 |
| Copa Eva Duarte       | FC Barcelona | España | 1952 |
| Liga                  | FC Barcelona | España | 1953 |
| Copa del Generalísimo | FC Barcelona | España | 1953 |
| Copa Eva Duarte       | FC Barcelona | España | 1953 |

### Copas internacionales (1)
| Título      | Club         | Sede  | Año  |
| ----------- | ------------ | ----- | ---- |
| Copa Latina | FC Barcelona | París | 1952 |